# Маріо Карлоні
Маріо Карлоні (італ. Mario Carloni; 27 грудня 1894, Неаполь — 30 січня 1962, Рим) — італійський офіцер, генерал-майор (1 березня 1945). Кавалер Німецького хреста в золоті.

## Біографія
Карлоні розпочав свою кар'єру в 1912 році, вступивши в 5-й полк Берсальєрів. Учасник Першої світової війни. У 1940 році йому було присвоєно звання полковника.
Під час Другої світової війни він воював у Греції, СРСР та Італії. Після капітуляції Італії згодом  приєднався до армії Республіки Сало, де став командувачем 4-ї альпійської дивізії «Монтероза».
У грудні 1944 року — командувач під час битви під Гарфаньяною. 1 березня 1945 року призначений командиром 1-ї дивізії Берсальєрів «Італія». 29 квітня 1945 року здався солдатам Бразильського експедиційного корпусу.
У 1946 році постав перед судом армії США як один із фігурантів судового процесу щодо вбивства пілота — лейтенанта Альфреда Літа, вбитого солдатами 4-ї альпійської дивізії після здачі в лютому 1945 року. Після суду понижений до полковника.

## Сім'я
Син Карлоні Бруно загинув під час бойових дій в СРСР у 1942 році.

## Нагороди
- Срібна медаль «За військову доблесть» (Італія) — нагороджений 4 рази.
- Пам'ятна медаль Італо-австрійської війни 1915—1918
- Пам'ятна медаль об'єднання Італії
- Медаль Перемоги
- Воєнний хрест 1918 (Чехословаччина)
- Медаль Чехословацької революції
- Почесна медаль за мужність і відданість (Франція; липень 1923)
- Орден Корони Італії
  - лицарський хрест (18 квітня 1931)
  - офіцерський хрест (21 квітня 1940)
  - командорський хрест (24 жовтня 1941)
- Хрест «За вислугу років на військовій службі» (5 жовтня 1933)
- Савойський військовий орден, лицарський хрест (2 березня 1942)
- Хрест «За військові заслуги» (Італія)
- Залізний хрест 2-го і 1-го класу (Третій Рейх)
- Німецький хрест в золоті (Третій Рейх; 28 березня 1943)